# Danndorf
Danndorf – miejscowość i gmina w Niemczech, w kraju związkowym Dolna Saksonia, w powiecie Helmstedt, wchodzi w skład gminy zbiorowej Velpke.